# Казе Векије (Асти)
Казе Векије је насеље у Италији у округу Асти, региону Пијемонт.
Према процени из 2011. у насељу је живело 27 становника. Насеље се налази на надморској висини од 151 м.